# John Nelson (Spezialeffektkünstler)
John Nelson (* 21. Juli 1953 in Detroit, Michigan) ist ein US-amerikanischer Filmtechniker, der sich auf visuelle Effekte spezialisiert hat.

## Leben und Karriere
Nach seinem Abschluss an der University of Michigan im Jahr 1976 mit einem Bachelor in General Studies machte er mehrere Filme, die einige Auszeichnungen bei Filmfestivals erhielten. 1979 zog er nach Kalifornien, um für Robert Abel and Associates zuerst als Kameramann, dann als Technischer Direktor und schließlich als Regisseur zu arbeiten. Im Jahr 1987 zog er nach Deutschland, um für mental images GmbH zu arbeiten. Nach seiner Rückkehr in die USA fing Nelson an, für Industrial Light & Magic zu arbeiten, wo er einige wichtige Szenen für Terminator 2 – Tag der Abrechnung animierte. Nach einigen weiteren Filmen für die Firmen Rhythm & Hues Studios und Sony Pictures Imageworks verließ Nelson 1998 die Sony-Firma zu Senior VFX und lieferte die visuellen Effekte für Gladiator, für den er einen Oscar erhielt. Weitere Filme wie I, Robot und Iron Man, für die er beide erneut eine Oscarnominierung erhielt, folgten.
Der erfolgreiche Filmtechniker erhielt seine zweite Goldstatue 2018 für das Science-Fiction-Werk Blade Runner 2049. Er teilte die Oscar-Auszeichnung mit den Kollegen vom Fach Paul Lambert, Richard R. Hoover sowie dem Deutschen Gerd Nefzer.
John Nelson ist Mitglied der Academy of Motion Picture Arts and Sciences, der Visual Effects Society, dem Cinematographers Guild und der Directors Guild of America.     

## Filmografie (Auswahl)
- 1991: Terminator 2 – Tag der Abrechnung (Terminator 2: Judgment Day)
- 1992: Stay Tuned
- 1993: In the Line of Fire – Die zweite Chance (In the Line of Fire)
- 1993: Liebling, hältst Du mal die Axt? (So I Married an Axe Murderer)
- 1993: Mein Leben für dich (My Life)
- 1993: Die Akte (The Pelican Brief)
- 1994: Wolf – Das Tier im Manne (Wolf)
- 1995: Vernetzt – Johnny Mnemonic (Johnny Mnemonic)
- 1995: Judge Dredd
- 1996: Cable Guy – Die Nervensäge (The Cable Guy)
- 1997: Anaconda
- 1998: Stadt der Engel (City of Angels)
- 2000: Gladiator
- 2001: Evolution
- 2001: Ali
- 2002: K-19 – Showdown in der Tiefe (K-19: The Widowmaker)
- 2003: Matrix Reloaded (The Matrix Reloaded)
- 2003: Matrix Revolutions (The Matrix Revolutions)
- 2004: I, Robot
- 2008: Iron Man
- 2010: Duell der Magier (The Sorcerer’s Apprentice)
- 2013: World War Z
- 2015: Blackhat
- 2015: Point Break
- 2017: Blade Runner 2049

## Auszeichnungen
- 2001: BAFTA Award: Nominierung in der Kategorie Beste visuelle Effekte für Gladiator
- 2001: Oscar: Auszeichnung in der Kategorie Beste visuelle Effekte für Gladiator
- 2005: Oscar: Nominierung in der Kategorie Beste visuelle Effekte für I, Robot
- 2009: BAFTA Award: Nominierung in der Kategorie Beste visuelle Effekte für Iron Man
- 2009: Oscar: Nominierung in der Kategorie Beste visuelle Effekte für Iron Man
- 2018: BAFTA Award: Auszeichnung in der Kategorie Beste visuelle Effekte für Blade Runner 2049
- 2018: Oscar: Auszeichnung in der Kategorie Beste visuelle Effekte für Blade Runner 2049